# تشارلز غرينغر
تشارلز غرينغر هو صحفي وسياسي كندي، ولد في 12 أغسطس 1912 في Catalina, Newfoundland and Labrador ‏ في كندا، وتوفي في 22 أبريل 1995. نشط حزبياً في الحزب الليبرالي الكندي. وقد انتخب عضو مجلس العموم الكندي.